# 漫画時代劇ファン
『漫画時代劇ファン』（まんがじだいげきファン）は、かつて集英社が発行していた日本の月刊時代劇漫画雑誌。毎月20日ごろに発売され、通巻16号が発行された。単行本レーベルはジャンプ・コミックス。

## 概要
2003年12月12日に『ビジネスジャンプ』2004年1月20日増刊として創刊。以後は月刊ペースで2005年2月発売の最終号まで15号を刊行。2005年7月に同誌の看板作品で未完だった「隠密剣士」の最終話を収録した“特大号”（事実上の最終号）が発売された。集英社ジャンプグループ初のオール時代劇コミック誌である。

## 掲載漫画
第○号＝○月号（発行月）
連載作品
- 銭形平次捕物控（石森章太郎プロ作品 シュガー佐藤 / 原作：野村胡堂 / 監修：縄田一男）：2004年第1号[3] -2005年第3号[4]
- 隠密剣士（かわのいちろう　/ 監修：村上もとか / 協力：宣弘企画）：2004年第1号 - 特大号
- 英雄三国志（大島やすいち / 原作：柴田錬三郎）：2004年第1号 - 特大号　※休刊後かわのいちろうが引き継ぐ形で描き下ろし単行本を刊行
- 深川澪通り木戸番小屋（あおきてつお / 原作：北原亞以子）：2004年第1号 - 2005年第3号（休載12号,13号）
- 必殺!! 闇千家死末帖(森田信吾 / 原作：白川晶）：2004年第1号 - 2005年第3号
- 極楽侍（唯洋一郎）：2004年第1号 - 2005年第3号
- 新 徳川家康 竹千代の秋（幡地英明 / 原作：久保田千太郎）：2004年第2号 - 2005年第3号（休載7号）
- 伝説日本チャンバラ狂（黒鉄ヒロシ / 原案：寺内桃代）：2004年第10号 - 特大号　※のちに『刃-JIN-』にも掲載
- 盗神 やまほふし（松森正 / 原作：鍋田吉郎）：

読切
- 鬼灯（松森正 / 原作：山田風太郎 / シナリオ：鍋田吉郎）：2004年第11号 ※『忍者枝垂七十郎』の劇画化作品
- ぶらり鉄扇捕物帳（佐佐木あつし）：2004年第12号
- 二人武蔵（里見桂 / 原作：愛英史）：2005年第1号 ※『ゼロ THE MAN OF THE CREATION』（第134話）の再録